# Bulbophyllum tahanense
Bulbophyllum tahanense là một loài phong lan thuộc chi Bulbophyllum.